# Merced (rzeka)
Merced (ang. Merced River) – rzeka w Stanach Zjednoczonych, w stanie Kalifornia, na terenie hrabstw Madera, Mariposa, Merced i Stanislaus, dopływ San Joaquin.
Źródła rzeki znajdują się w paśmie górskim Sierra Nevada, na terenie parku narodowego Yosemite. Nazwę Merced przyjmuje u zbiegu potoków Lyell Fork Merced River (źródło u podnóża szczytu Mount Lyell) i Merced Peak Fork (źródło koło szczytu Merced Peak). Rzeka płynie w kierunku zachodnim, dnem doliny Yosemite. Po opuszczeniu granicy parku narodowego, przepływa przez jezioro McClure i wypływa na Dolinę Kalifornijską. Tam uchodzi do rzeki San Joaquin, nieopodal miasta Newman.
Długość rzeki wynosi 233 km, a powierzchnia jej dorzecza około 4400 km².